# Mallbacken

Mallbacken  är en by som ligger strax utanför Lysviks tätort i Lysviks socken i Sunne kommun.
Mallbacken är mest känt för sitt damfotbollslag Mallbackens IF som spelar på Strandvallen. 31 januari 2009 kördes specialsträckan Vargåsensträckan i Mallbacken under Värmland Runt som första deltävling i Rally-SM.